# Cupressus pygmaea
Cupressus pygmaea es un taxón de estado en disputa en el género Cupressus endémica de terrazas costeras y gamas de montaña cercanas de la costa de los condados de Mendocino y Sonoma en el noroeste de California. Es un árbol muy variable, y muy relacionado con Cupressus goveniana, a veces lo suficiente como para ser considerado una subespecie de la misma.

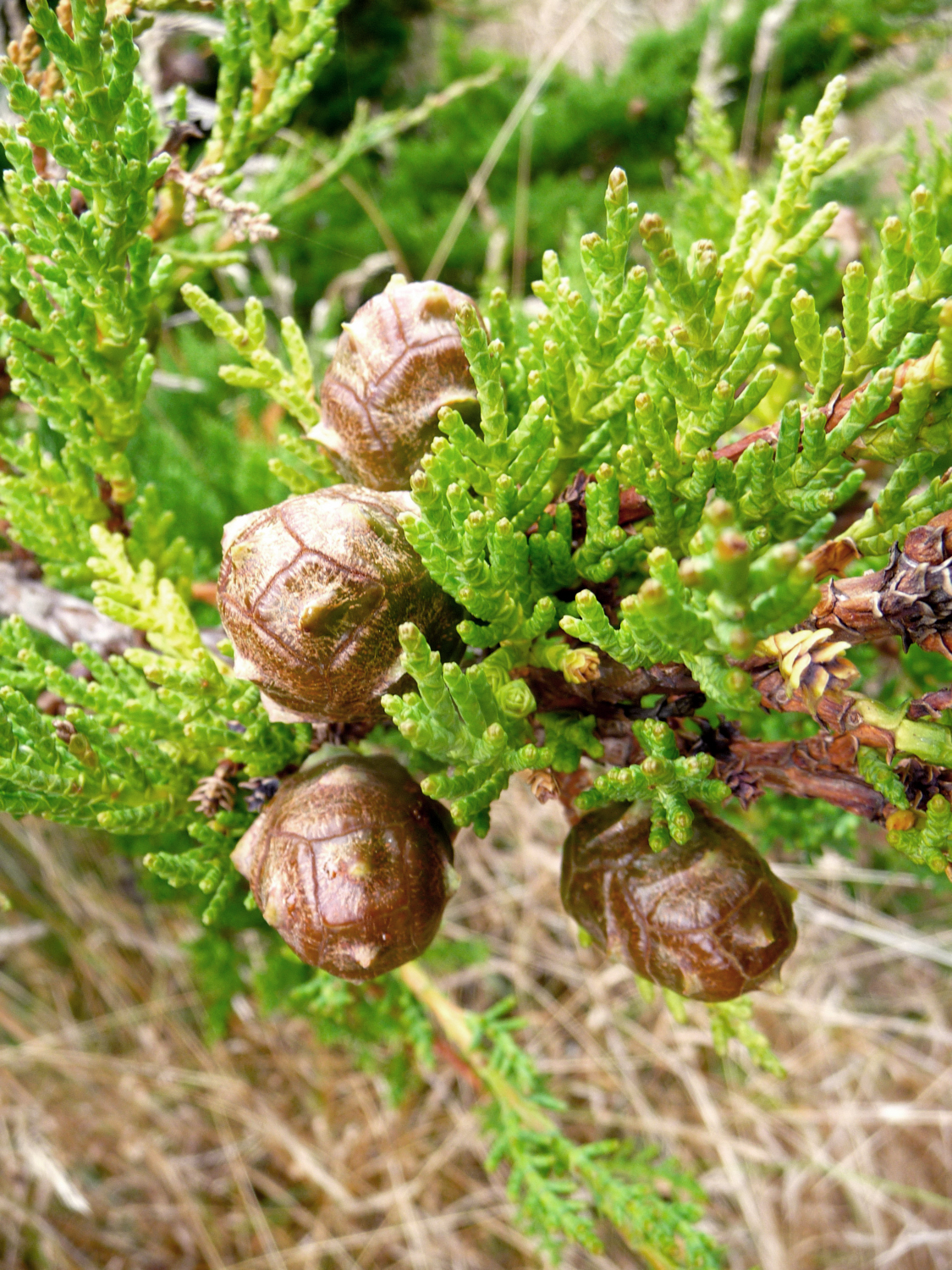
Detalle del follaje y conos

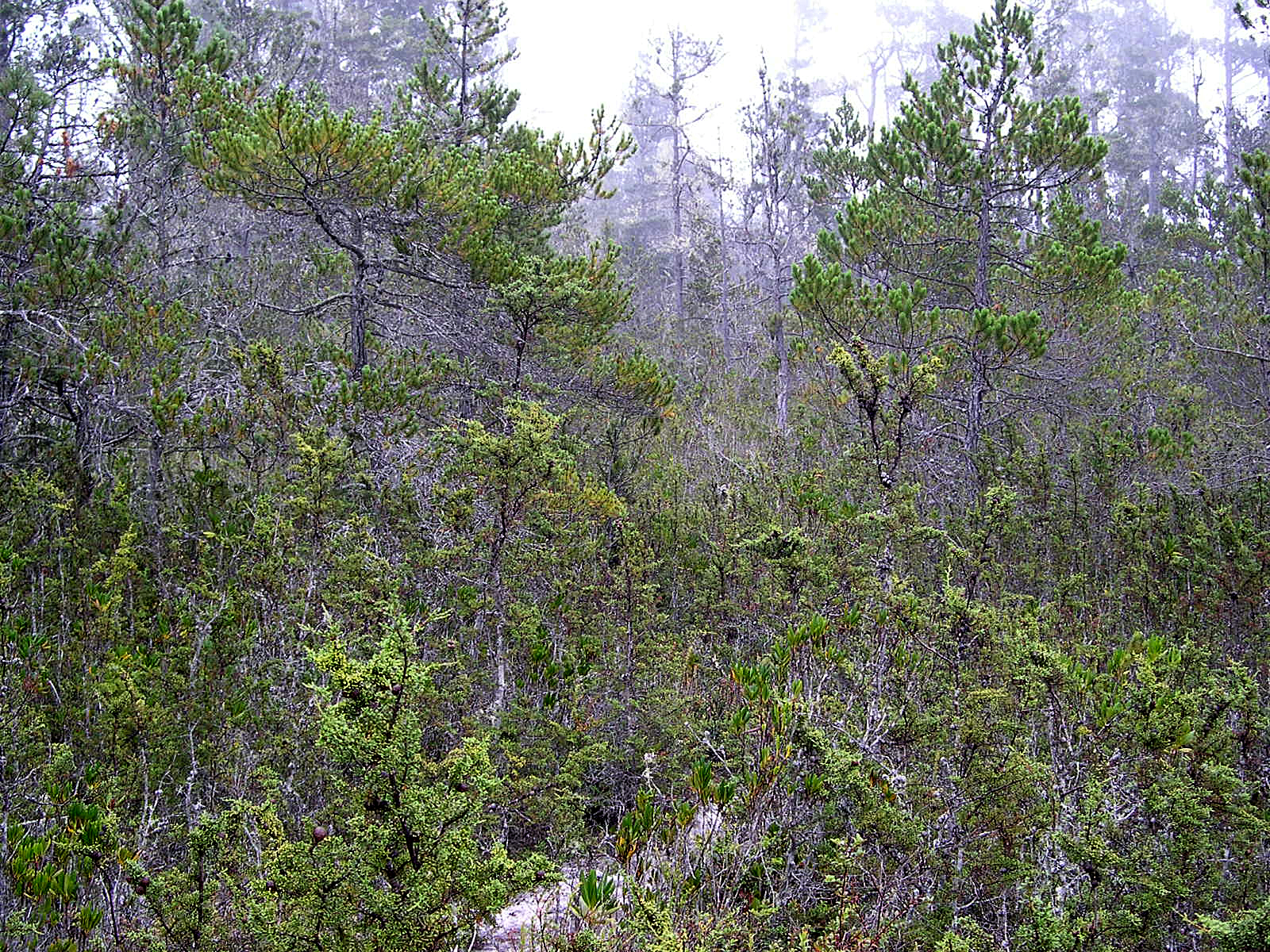
En su hábitat

## Descripción
El follaje es un color verde oscuro opaco, con hojas como escamas de 1-1.5 mm de largo; las plántulas tienen hojas aciculares de 8-10 mm de largo. Los conos son pequeños, 11-24 mm de largo, y casi esféricos, con seis u ocho escamas dispuestas en pares opuestos, con la bráctea visible como un pequeño bulto. Las semillas son de 3-5 mm de largo, con un par de pequeñas alas a los lados. Los conos permanecen cerrados en los árboles durante muchos años, hasta que los árboles son destruidos por un incendio forestal, después de que el árbol esté muerto, los conos se abren para liberar las semillas que luego pueden germinar con éxito en la tierra desnuda por el fuego.
Cupressus pygmaea difiere poco de C. goveniana en la morfología, con la diferencia más notable observada en el material de herbario, en las semillas negras brillantes por lo general, a diferencia de las semillas de café opaco de C. goveniana, pero incluso este dato no es constante, con semillas de color marrón opaco que se encuentran en las poblaciones más sureñas de C. pygmaea cerca de Point Arena. Los estudios genéticos preliminares han mostrado algunas diferencias, que sugieren una posible relación más cercana de C. macrocarpa, aunque otras secuencias de confirmar su estrecha relación con C. goveniana. En el cultivo junto con C. goveniana, conserva una forma de corona muy diferente, con una corona alta y delgada, lo que contrasta con la copa amplia, en los arbustos de C. goveniana, además que también tiene un follaje verde oscuro (más pálido, amarillo-verde en C. goveniana ).
El espécimen más grande registrado se encuentra en el condado de Mendocino, con dimensiones grabadas de 43 m de altura, 2,13 m de diámetro y 12 m de extensión corona, en 2000.

## Distribución y hábitat
Cupressus pygmaea es muy variable en su forma de crecimiento, dependiendo de las condiciones del suelo. En la comunidad del bosque enano en suelos pobres, ácidos, con pocos nutrientes y con drenaje impedido por una capa dura ferrosa, es un árbol raquítico de 0,2 a 5 metros de altura en la madurez. Cuando se presenta en su forma enana, a veces se llama Ciprés enano. Al crecer en profundos y bien drenados suelos puede ser un árbol grande de hasta 30-50 metros de altura y 1-2,4 m de diámetro del tronco. La corteza es de color gris oscuro-marrón, con textura fibrosa y agrietada en los árboles viejos.

## Productividad
A lo largo de las terrazas costeras de Mendocino, cuya edad geológica es aproximadamente un millón de años, se han realizado estudios de la densidad de la biomasa y la productividad primaria de los Cupressus pygmaea dominadas por bosque enano. Las terrazas de esta zona se extienden a un total de cinco a diez kilómetros tierra adentro desde el Océano Pacífico.

## Taxonomía
Cupressus pygmaea fue descrita por (Lemmon) Sarg. y publicado en Botanical Gazette 31(4): 239. 1901.
Sinonimia
- Cupressus goveniana var. pygmaea Lemmon
- Cupressus goveniana subsp. pygmaea (Lemmon) Bartel
- Hesperocyparis pygmaea (Lemmon) Bartel[10][11]